# Allan Hendrickse
Helenard „Allan“ Joe Hendrickse (* 22. Oktober 1927 in Uitenhage, Kapprovinz, Südafrika; † 16. März 2005 in Port Elizabeth, Provinz Ostkap, Südafrika) war ein südafrikanischer Politiker (Labour Party).

## Biografie
Hendrickse wuchs als fünftes von sieben Geschwistern auf; sein Vater Charles Hendrickse war Prediger der United Congregational Church in Uitenhage. Nach dem Studium an der Universität Fort Hare, das er mit einem Bachelor of Arts und einem Diplom in Theologie abschloss, war Allan Hendrickse später als Lehrer sowie als Prediger derselben Kirche in Uitenhage tätig.
Hendrickse wurde 1970 Chairman der Labour Party. Er wurde zum Mitglied des Repräsentationsrates der Coloureds (Coloured Representative Council) gewählt und wurde 1975 Mitglied von dessen Exekutive. Im Januar 1978 wurde er Mitglied des Interimskomitees, das zur Gründung der Südafrikanischen Schwarzen Allianz (South African Black Alliance, SABA) gebildet wurde. Diese verband die Parteien Labour Party, Inkatha Freedom Party, Inyandza und Indian Reform Party. Dabei vertrat er die Meinung, dass verfassungsrechtliche Vereinbarungen nicht als endgültig oder als Garantie für Frieden und Sicherheit betrachtet werden könnten, wenn sie nicht die Coloureds beteiligten und berücksichtigten. 1978 löste er Sonny Leon als Vorsitzenden der Labour Party ab.
1983 warb er bei einer Parteikonferenz in Eshowe erfolgreich für die Teilnahme an den Wahlen zur zweiten Kammer (House of Representatives), die der Coloureds, als Teil des neugeschaffenen Dreikammerparlaments. Bei den Wahlen am 22. August 1984 wurde er als Vertreter des Wahlkreises Swartkops zum Abgeordneten gewählt. Dabei erhielt Hendrickse 8.020 Stimmen, das höchste Einzelergebnis unter den LP-Kandidaten. Die Labour Party errang bei diesen Wahlen 76 der 80 direkt wählbaren Sitze. Hendrickse wurde zugleich der Kammervorsitzende. Der Staatspräsident Pieter Willem Botha ernannte ihn zum Vorsitzenden des Ministerrates (Ministers’ council) dieser Kammer und zum Minister ohne Geschäftsbereich im Regierungskabinett. Letzteren Posten trat er am 17. September an.
1987 erregte er Aufsehen, als er an einem für Nicht-Weiße verbotenen Strand ein Bad nahm; danach entschuldigte er sich. Im August 1987 drohte er in dieser Funktion mit der Blockade verfassungsrechtlicher Änderungen, die von der herrschenden Nationalpartei (Nasionale Party) (NP) angekündigt wurden und die den Ausschluss allgemeiner Parlamentswahlen für weitere drei Jahre vorsahen. Auch das von der Nationalen Partei gemachte Angebot zur Lockerung des sogenannten Gruppen-Gebiets-Gesetzes (Group Areas Act) lehnte er ab. Die Labour-Partei lehnte in der Folgezeit auch weitere verfassungsrechtliche Zugeständnisse der NP ab und drängte auf die Abhaltung allgemeiner Wahlen für das Jahr 1989.
Bei den Parlamentswahlen 1989 wurde Hendrickse im Wahlkreis Swartkops wieder zum Abgeordneten gewählt und führte die LP wieder zum Wahlsieg im Repräsentantenhaus. 1992 verlor er jedoch an Einfluss, als eine Reihe von Mitgliedern der Labour Party der Nationalen Partei beitraten, nachdem diese 1990 umfangreiche Reformen durchgeführt und das Verbot des African National Congress (ANC) aufgehoben hatten. Daraufhin wurde sein politischer Gegner Jac Rabie neuer Führer des Repräsentantenhauses der Coloureds.
Wenig später trat Hendrickse selbst dem ANC bei, wurde bei den Wahlen 1994 als dessen Vertreter zum Mitglied des Senats gewählt und gehörte diesem bis zu seinem Rückzug aus der Politik im Jahr 1996 an. Danach war er erneut als Prediger in der United Congregational Church tätig.
Handrickse heiratete 1957 Patricia Herber, mit der er vier Kinder hatte. Er starb auf dem Flughafen Port Elizabeth an einem Herzinfarkt.

## Ehrungen
- 2004: Order of the Baobab in Silber[5]